# SS (film)
|  | Denne artikel er oprettet af botten Steenthbot ud fra en ekstern database. Den kan derfor have sproglige fejl eller mangler. Denne skabelon kan fjernes efter kontrol af indholdet. |

 For alternative betydninger, se SS. (Se også artikler, som begynder med SS)
SS er en dansk kortfilm fra 1968 instrueret af Finn Karlsson efter eget manuskript.

## Medvirkende
- Karen Margrethe Bjerre
- Edward Fleming
- Anne-Lise Gabold
- Knud Meister
- Louis Miehe-Renard
- Lise Henningsen
- Peter Ronild
- Nuni Tholstrup